# L'Anthropologie
L'Anthropologie est une revue scientifique française bimestrielle à comité de lecture, spécialisée dans la préhistoire et la paléoanthropologie.

## Description
Cette revue, fondée en 1890 à Paris, et qui avait à l'origine une orientation anthropologique et ethnologique, publie aujourd'hui des articles de préhistoire et de paléoanthropologie, avec un périmètre de couverture mondial. Les auteurs sont potentiellement issus de toutes les nationalités.
La revue est publiée selon une fréquence bimestrielle (6 numéros par an). Elle a absorbé en 2001 la revue mensuelle belge Préhistoire européenne, publiée de 1992 à 2001 par l'université de Liège. 

## Édition
La revue est publiée depuis l'origine par l'éditeur G. Masson, devenu en 2005 Elsevier Masson, filiale du groupe anglo-néerlandais Elsevier. Elle est consultable sur le portail ScienceDirect.
La revue accepte les articles en français et en anglais. Les résumés et les mots-clés sont fournis dans les deux langues. Les articles sont soumis à une évaluation par les pairs avant publication.

## Direction éditoriale
Émile Cartailhac (1845-1921), Marcellin Boule (1861-1942) et René Verneau (1852-1938) ont été rédacteurs en chef de la revue. Elle est actuellement dirigée par le paléoanthropologue français Henry de Lumley, avec pour adjoints les préhistoriens belge Marcel Otte et français Odile Romain.